# Superkubak Belarusi 2012
La Superkubak Belarusi 2012 è stata la 3ª edizione di tale competizione. Si è disputata il 6 marzo 2012 a Minsk. La sfida ha visto contrapposte il BATE, vincitore della Vyšėjšaja Liha 2011 e il Gomel, trionfatore nella Kubak Belarusi 2010-2011
Per la prima volta nella propria storia, grazie ad un parziale di 0-2, il Gomel si è aggiudicato il trofeo.

## Tabellino
| Arbitro: | Sergey Tsinkevich (Asipovichy) |

|  |           |                  |
|  | Marcatori | 27’, 60’ V. Hleb |